# Gorna Malina
Gorna Malina (Bulgaars: Горна Малина) is een dorp en gemeente in het westen van Bulgarije in de oblast Sofia. Op 31 december 2018 telde het dorp 1.456 inwoners, terwijl de gelijknamige gemeente Gorna Malina 6.403 inwoners had. Het dorp ligt tussen het westelijke Balkangebergte in het noorden en de Anti-Balkan in het zuiden.

## Gemeente Gorna Malina
De gemeente Gorna Malina heeft een oppervlakte van 336 vierkante kilometer en bestaat uit de volgende 14 dorpen: 
| - Aprilovo - Bailovo - Belopoptsi - Gajtanevo - Dolna Malina - Dolno Kamartsi - Gorna Malina | - Gorno Kamartsi - Makotsevo - Negoesjevo - Osoitsa - Sarantsi - Stargel - Tsjekantsjevo |